# Borneo FC
Der Borneo Football Club ist ein indonesischer Fußballverein aus Samarinda auf der Insel Borneo. Aktuell spielt der Verein in der höchsten Liga des Landes, der Liga 1.

## Erfolge
- 2014 – Liga Indonesia Premier Division – Meister
- 2016 – East Borneo Governor’s Cup – Sieger
- 2017 – Indonesia President’s Cup – Finalist

## Stadion
Seine Heimspiele trägt der Verein im Segiri Stadium in Samarinda auf Borneo aus. Das Stadion hat ein Fassungsvermögen von 13.000 Zuschauern.
Koordinaten: 0° 29′ 35,1″ N, 117° 8′ 57,7″ O

## Trainer seit 2016
| Name             | Zeit bei Borneo FC | Zeit bei Borneo FC |
| Name             | von                | bis                |
| ---------------- | ------------------ | ------------------ |
| Iwan Setiawan    | 1. Juli 2014       | 30. Juni 2016      |
| Dragan Đukanović | 6. April 2016      | 16. Juli 2017      |
| Ricky Nelson     | 16. Juli 2017      | 14. August 2017    |
| Iwan Setiawan    | 14. August 2017    | 27. März 2018      |
| Ponaryo Astaman  | 25. Dezember 2017  | 31. Januar 2018    |
| Dejan Antonić    | 28. März 2018      | 4. Januar 2019     |
| Fabio Lopez      | 5. Januar 2019     | 8. April 2019      |
| Mario Goméz      | 15. April 2019     | 31. Dezember 2019  |
| Edson Tavares    | 4. Januar 2020     | 11. August 2020    |
| Mario Goméz      | 21. August 2020    | 10. September 2021 |
| Ahmad Amiruddin  | 11. September 2021 | 2. September 2021  |
| Risto Vidaković  | 1. Oktober 2021    | 20. Januar 2022    |
| Fakhri Husaini   | 22. Januar 2022    | 26. März 2022      |
| Milomir Šešlija  | 7. April 2022      | heute              |

## Ausrüster
| Jahr           | Ausrüster  |
| -------------- | ---------- |
| 2014 bis 2015  | Town       |
| 2015 bis 2017  | Salvo      |
| 2018           | Nike       |
| 2019 bis heute | NH Project |